# Espectroscopia del infrarrojo medio
La espectroscopia del infrarrojo medio se refiere a la espectroscopia del  infrarrojo medio, una región de frecuencia dividida en las frecuencias de grupos (2.5- 8µm), y la región de huellas dactilares (8-15.4µm)
En la región de frecuencia de grupos, las bandas principales de absorción pueden asignarse a unidades de vibración de una molécula, esto es, unidades que solo dependen en mayor o menor grado del grupo funcional que produce la absorción y no de la estructura completa de la molécula.
Las influencias estructurales aparecen en sí mismas como desplazamientos de las bandas de absorción de un compuesto a otro. El intervalo de (2.5-4.0µm) la absorción es característica de vibraciones de estiramiento del H con elementos de masa 19 o menos.
Cuando están acopladas con masa más pesadas, las frecuencias se superponen en la región de enlace triple. (4.0-5.0µm) Las frecuencias de enlaces dobles quedan en la región entre (5.0-6.5µm)
µm: micrómetro
- Datos: Q5840137